# قرار مجلس الأمن التابع للأمم المتحدة رقم 338
دعا قرار مجلس الأمن الدولي رقم 338 المؤلف من ثلاثة أسطر والذي تم تبنيه في 22 أكتوبر 1973 إلى وقف إطلاق النار في حرب أكتوبر وفقًا لاقتراح مشترك من الولايات المتحدة والاتحاد السوفيتي. ونص القرار على أن يدخل وقف إطلاق النار حيز التنفيذ خلال 12 ساعة من اتخاذ القرار. فُسرت عبارة "الرعاية المناسبة" على أنها تعني رعاية أمريكية أو سوفيتية بدلاً من رعاية الأمم المتحدة. ساعد هذا البند الثالث في وضع إطار عمل مؤتمر جنيف الذي عقد في ديسمبر 1973.
تم تمرير القرار في الاجتماع 1747 لمجلس الأمن الدولي بأغلبية 14 صوتًا مقابل لا شيء، مع امتناع مشاركة عضو واحد  وهو جمهورية الصين الشعبية في التصويت. استمر القتال بالرغم من الشروط التي دعا إليها القرار وأصدر القرار رقم 339 الذي أسفر عن وقف إطلاق النار.

## نص القرار
طلب وقف اطلاق النار، والدعوة إلى تنفيذ القرار رقم (242) بجميع أجزائه.
إن مجلس الأمن:
1. يدعو جميع الأطراف المشتركة في القتال الدائر حالياً إلى وقف اطلاق النار بصورة كاملة، وانهاء جميع الأعمال العسكرية فوراً في مدة لا تتجاوز 12 ساعة من لحظة اتخاذ هذا القرار، وفي المواقع التي تحتلها الآن.
2. يدعو جميع الأطراف المعنية إلى البدء فوراً بعد وقف اطلاق النار، بتنفيذ قرار مجلس الأمن رقم (242) (1967) بجميع أجزائه.
3. يقرر أن تبدأ فور وقف اطلاق النار وخلاله، مفاوضات بين الأطراف المعنية تحت الإشراف الملائم بهدف إقامة سلام عادل ودائم في الشرق الأوسط.

## روابط خارجية
- نص القرار 383 - موقع الأمم المتحدة
- قرار مجلس الأمن الدولي رقم (338) لعام 1973 - وثائق - وكالة الأنباء والمعلومات الفلسطينية
- أرشيف مجلس الأمن عن حرب أكتوبر 1973